# 鄧文修
鄧文修，福建沙縣人，清朝政治人物，同進士出身。
康熙十二年，登進士，擔任吏部主事。